# Jazz Legacy
Jazz Legacy was een Frans platenlabel, dat in de periode 1978-1985 jazz-muziek opnieuw uitbracht van platenlabels als Inner City Records, Damil Records en Disque Vogue. Op het label kwam muziek uit van allerlei grote artiesten: van Sidney Bechet en Duke Ellington tot en met Thelonious Monk en Charles Mingus. De platenhoezen waren simpel, met een grote zwart-witfoto van de artiest in een rood kader.